# The Fantastic Journey of the Underground Man
"The Fantastic Journey of the Underground Man" is een nummer van de Nederlandse band De Staat. Het nummer werd uitgebracht op hun debuutalbum Wait for Evolution uit 2009. Op 23 februari van dat jaar werd het nummer uitgebracht als de eerste single van het album.

## Achtergrond
"The Fantastic Journey of the Underground Man" is geschreven en geproduceerd door zanger en multi-instrumentalist Torre Florim. Er bestaan twaalf versies van het nummer. Florim vertelde hierover: "Ik was er steeds maar niet tevreden mee. De beat is wel aardig hetzelfde gebleven, maar eerst was het gewoon te lang en de spanningsboog liep daardoor stuk. Die is hersteld door uiteindelijk gewoon een heel stuk uit het nummer te snijden. Dat helpt meestal wel goed, al mag een langzamer stuk als "Meet the Devil" [een ander nummer van het album] juist wel langer duren, een uitgesponnen psychedelisch stuk past daar weer wel bij. Zoals "The Fantastic Journey" nu is geworden, ben ik er wel tevreden mee: een soort echt popliedje. Maar op zo’n moment zit je zo middenin een liedje, op een gegeven moment weet je niet meer of het vet is of niet. Dat kun je dan het beste van anderen horen."
"The Fantastic Journey of the Underground Man" kwam uit op het eerste album van De Staat, waarop de groep niet meer was dan een soloproject van Florim. Het is het enige nummer van het album dat nog altijd live wordt gespeeld door de band, aangezien het album "de plaat is die nu het verst van ons af staat." Het nummer, dat werd uitgebracht als promotiesingle, wist geen hitlijsten te behalen. Desondanks kreeg het voldoende airplay op de radio, met name van alternatieve stations. Zo werd de groep naar aanleiding van de single uitgeroepen tot 3FM Serious Talent en behaalde het nummer de eerste plaats in de Kink 40 van Kink FM. Aan het eind van 2009 behaalde het nummer de derde plaats in de Song van het Jaar-verkiezing van 3voor12.
De videoclip van "The Fantastic Journey of the Underground Man" was vrij opvallend. De clip, geregisseerd door André Maat, lijkt in eerste instantie op een reguliere video waarin veel gebruikt wordt gemaakt van splitscreens. Alle zwarte balken waren echter niet digitaal ingevoegd, maar waren fysiek aanwezig in de studio. Zo worden lijnen opzij geduwd en stappen de bandleden over van kader naar kader. Op bepaalde momenten in de clip wordt ook het decor opzij geduwd, zodat te zien is hoe dat shot tot stand is gekomen. In latere clips van de groep werden, naar aanleiding van deze video, steeds ingewikkeldere technieken gebruikt. Florim vertelde hierover: "Er ontstond daarna een obsessie bij mij om steeds de grenzen een beetje te verleggen."

## NPO Radio 2 Top 2000
The Fantastic Journey of the Underground Man stond alleen in 2016 in de NPO Radio 2 Top 2000, op plek 1638.